# Kiska
Kiska, v domorodém jazyce Aleut Qisxa, je vulkanický ostrov ležící v Krysím souostroví (Rat Islands) v západní části Aleut v severním Pacifiku. Ostrov byl objeven 25. října 1741 ruskou Velkou severní expedicí Vituse Beringa.
Za druhé světové války se 6. června 1942 na ostrově vylodili Japonci a zřídili na ostrově základnu hydroplánů. V červenci 1943 ale Japonci Kisku opustili. Americké bombardování a následná invaze 15. srpna 1943 tak byla pouze úderem do prázdna, neboť na ostrově zůstali pouze psi.

## Od objevení po druhou světovou válku

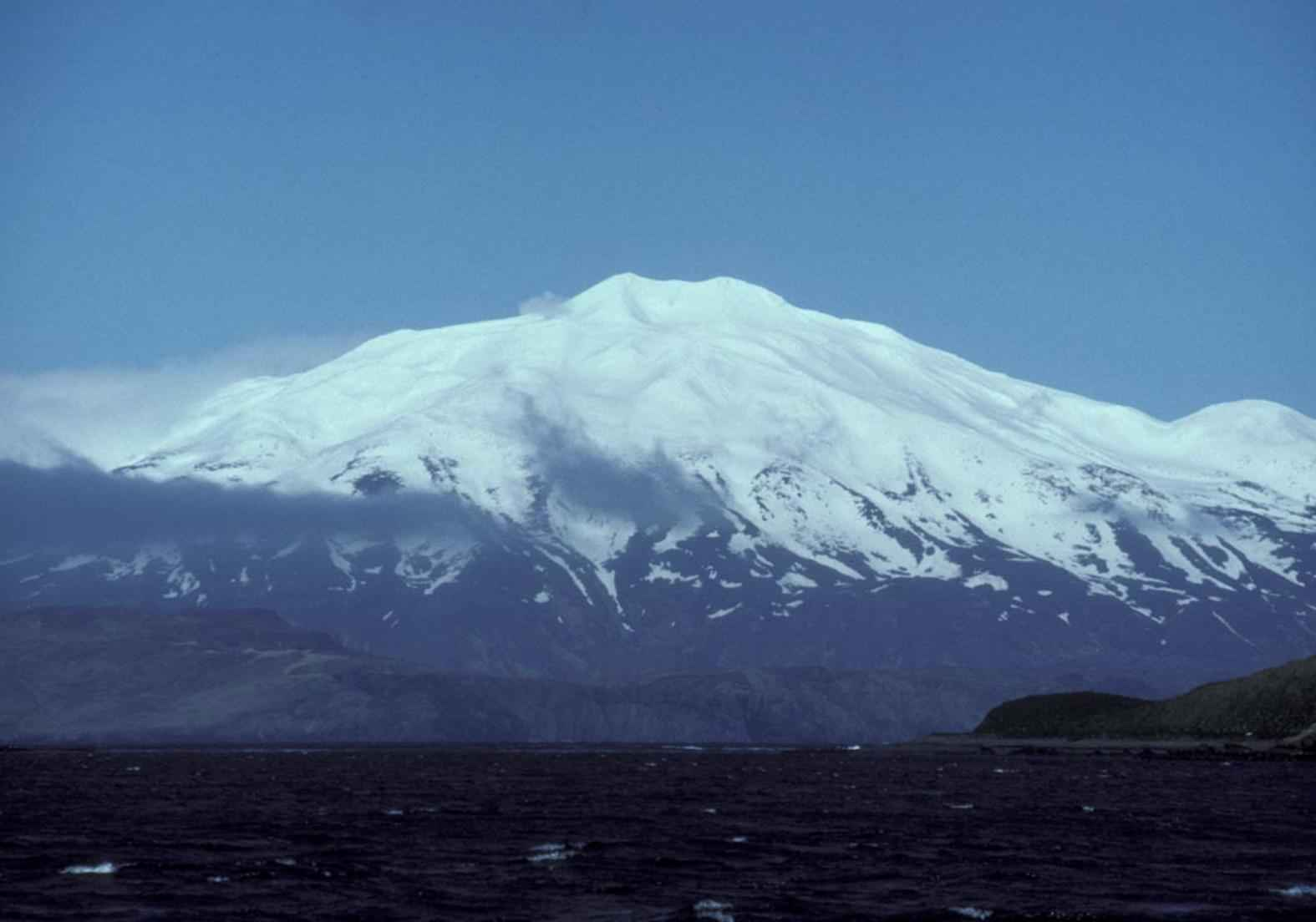
Vulkán Kiska v severní části ostrova

Dánský objevitel v ruských službách Vitus Bering na lodi Sv. Petro (Св. Петро) objevil Kisku (a další Aleutské ostrovy) v roce 1741 během druhé kamčatské výpravy. Lékař a přírodovědec Beringovy výpravy Georg Wilhelm Steller si k tomu poznamenal:
| „ | 25. října 1741 jsme měli velmi jasné počasí a slunečno, přesto ale několikrát odpoledne padaly kroupy. Ráno jsme byli překvapeni objevem velkého dlouhého ostrova na 51° severně od nás. | “ |

Od roku 1775 začaly být Kiska, Aleuty a pevninská Aljaška využívány pro lov kožešinové zvěře Rusko-americkou společností.
V roce 1867 domluvil americký ministr zahraničí William H. Seward prodej ruské Aljašky Spojeným státům. Koupě ostrova Kiska byla součástí této dohody.